# П'єр Данон

П'єр Дано́н (фр. Pierre Danon) (нар. 1956 р.) — громадянин Франції, голова правління групи компаній «Воля», заступник голови правління компанії «TDC A/S» (Данія), «не-виконавчий директор» (англ. non-executive director) компанії «Standard Life» у Шотландії, голова правління компаній «Ypso Holding» та «Altice B2B Holding» (належать французьким операторам «Numericable» та «Completel»), член ради директорів компанії «Ciel Investment Limited» . 
Одружений з Лоранс Данон (фр. Laurence Danon), яка є директором з банківських справ компанії «La Compagnie Financière Edmond de Rothschild Corporate Finance» у Парижі. 
Має двох синів — Давида (фр. David), який є старшим юристом компанії «Bain Capital» у Лондоні, та Фелікса (фр. Felix), який вчиться на економіста.

## Освіта
Має диплом інженера-будівельника, який було отримано в «Національній школі (тобто «університеті») мостів і доріг» (фр. École nationale des ponts et chaussées, з 1 липня 2008 р. цей навчальний заклад має назву  «École des Ponts ParisTech»), а також звання магістра юридичних наук, що його було отримано на юридичному факультеті в «Університеті Париж ІІ Пантеон-Ассас» (фр. Université Paris II Panthéon-Assas — цей університет вважається найкращим юридичним освітнім закладом Франції). 
П'єр Данон також закінчив курс MBA у «Школі (тобто «університеті») вищих економічних студій у Парижі» (фр. «École des Hautes Études Commerciales de Paris»).

## Кар'єра

### Від 1980 до 2000
Розпочав свою кар'єру у 1981 як фінансовий аналітик компанії «Rank Xerox». Спочатку він працював у Франції, але з 1990 р. почав працювати у цій компанії в різних країнах Європи та у США. За 20 років кар'єри у «Xerox» П'єр Данон працював на різних посадах у сфері фінансів, продажу, маркетингу, обслуговування клієнтів та в галузі досліджень і розробок. 
П'єр Данон займав різні управлінські посади, включаючи посаду генерального директора компанії у Бельгії, у країнах Бенілюксу, у Швейцарії та Австрії, працював віце-президентом «Xerox  Production Systems», президентом підрозділу «Xerox Channels Group» у Рочестері та Нью-Йорку. Він також був членом стратегічного комітету компанії (англ. worldwide strategy committee), керував змінами у компанії в Європі (запуск на ринок нових продуктів та бізнес-рішень). У 1998 р. його було призначено президентом підрозділу «Xerox Europe» з центральним офісом у Великій Британії.

### Від 2000 до 2008
Призначений генеральним директором «BT Retail» у вересні 2000 р. — на цій посаді він відповідав насамперед за відносини з 21 млн клієнтів компанії у Великій Британії, від індивідуальних споживачів до великих корпорацій та державних органів. У «BT Retail» працює 60 тис. співробітників, компанія має річний оборот у розмірі 13,4 млрд £. П'єр Данон був призначений також директором Ради директорів «BT plc».
Від квітня 2004 р. до березня 2008 р. П'єр Данон перебував на посаді невиконавчого директора мультимедійної британської компанії «Emap Plc».
У березні 2005 р. П'єра Данона було призначено головним операційним директором «Capgemini Group», однієї з провідних консалтингових та аутсорсингових компаній у світі. У 2004 р. доходи компанії становили 6,3 млрд €, в ній працювало коло 60 тис. співробітників. За декілька місяців П'єр Данон досяг значних успіхів у розвитку компанії — він покращив результати компанії у США та змінив стратегію розвитку компанії, зокрема в Індії. Протягом роботи П'єра Данона вартість акцій компанії зросла на 43%.
30 вересня 2005 р. у часописі «Le Figaro» було надруковано статтю про те, що п. Данон, на той час головний операційний директор «Capgemini», проходив інтерв'ю на посаду Президента групи «Accor». У своїй заяві від 7 жовтня компанія «Capgemini» заявила про звільнення Данона — виявилося, що співзасновник та голова правлінні «Accor» Жерар Пеліссон (фр. Gérard Pélisson), який від самого початку хотів віддати посаду Президента групи «Accor» своєму небожу Жілю Пеліссону (фр. Gilles Pélisson), розповів «Capgemini» про те, що П'єр Данон попередньо погодився обійняти посаду Президента у новій компанії. У жовтні 2005 р. Жіль Пеліссон був і справді призначений генеральним директором «Accor», в той самий час Жерар Пеліссон був змушений піти з Ради директорів.
З листопада 2005 р. П'єр Данон стає старшим радником Волтера Ґуберта (англ. Walter Gubert), президента «JPMorgan» у регіоні Європа — Близький Схід — Африка. Він надавав поради команді «JPMorgan» та клієнтам компанії по всій Європі, приділяючи особливу увагу сектору телекомунікацій, ЗМІ та високих технологій. П'єра Данона було призначено членом консультативної ради «JPMorgan» у Європі.
Від серпня 2006 р. до жовтня 2008 р. П'єр Данон обіймав посаду Президента компанії «Eircom» після того, як компанію було куплено «Babcock & Brown Capital» за 4,8 млрд € (в «Eircom» працювало бл. 8 тис. співробітників, компанія надавала послуги мобільного та стаціонарного зв'язку в Ірландії). 
На початку 2008 р. П'єра Данона було призначено директором компанії «Ciel Investment Limited» з Порт-Луї на острові Маврикій. Компанія «Ciel Investment Limited» володіє активами у сфері готельного бізнесу, фінансових послуг та охорони здоров'я.

### Від 2008
У травні 2008 обраний заступником голови правління компанії «TDC A/S», яка є основним постачальником телекомунікаційних рішень у Данії та інших скандинавських країнах (на підприємстві працює понад 12 тис. співробітників, оборот становить 30 млрд данських крон). 
1 вересня 2008 р. П'єр Данон стає директором французької телекомунікаційної групи «Numéricable-Completel» — це третій за розміром оператор фіксованого зв'язку у Франції, що має власну оптичну мережу. Група присутня як на ринку індивідуальних споживачів (з брендом «Numéricable»), надаючи послуги «Quad-Play» 9 млн домогосподарств, так і на ринку професійних послуг (з брендом «Completel»). У лютому 2010 р. П'єром Даноном було оголошено про запуск «соціального тарифу» для послуги «телебачення, телефонний зв'янок та інтернет» від «Numéricable».
У грудні 2010 р. П'єр Данон призначений головою правління «Ypso Holding» та «Altice B2B Holding» (холдинги, до яких належать «Numéricable» та «Completel»). На посаді генерального директора «Numéricable» та «Completel» його замінив Ерік Денуайє (фр. Eric Denoyer).
У травні 2011 р. П'єр Данон призначений Головою Правління групи компаній «Воля», що є найбільшим українським кабельним оператором інтернету та телебачення (компанія обслуговує бл. 1,7 млн домогосподарств, у ній працює понад 1,5 тис. співробітників).
У жовтні 2011 р. П'єра Данона призначено невиконавчим директором компанії «Standard Life» з Единбургу, Шотландія. Ця компанія, що має активи на суму 250 млрд €, надає страхові послуги, вона котирується на Лондонській фондовій біржі та входить до «FTSE 100», списку 100 компаній, акції яких продаються та купуються на цій біржі.

## Погляди П'єра Данона на сферу телекомунікацій
У сфері телекому майбутнє – за побудовою розгалужених оптичних мереж операторами (зокрема у галузі мобільного зв’язку вона слугує для з’єднання базових станцій та для транспортування трафіку). Однак стара ідея про те, що оптична мережа має сягати помешкань (фр. aller jusqu’à paillasson), не є правильною – це надто дорого. У Данії оптика «наближується» до споживача, однак не входить до помешкань – така технологія дозволяє надавати інтернет на швидкостях від 30 до 50 Мб/с, що є комерційно достатнім. У Європі, в порівнянні з Північною Америкою та Азією, є суттєве відставання у побудові оптичних мереж (до 250 млрд $).
П'єр Данон виступає за поступове «наближення» оптичної мережі до кінцевого споживача, без різких капітальних вкладень у мережу – найголовніше забезпечити фінансову ефективність послуг. Наводиться приклад компанії «Numéricable», яка модифікувала свою мережу, підводячи оптику до входу у будинок, однак для доступу до квартир використовуючи інші технології.
У Франції в більшості житлових приміщень є внутрішня розводка кабелю, який використовувався для подачі сигналу від ефірних антен.
Один з напрямків розвитку телекому – об’єднання різних мереж, які існують зараз, у єдину мережу. Держава повинна створити умови, коли буде вигідно об'єднуватися різним операторам чи місцевим мережам, створеним муніципальною владою. Друга умова – такі об'єднані мережі повинні бути відкриті до конкурентів, які повинні мати можливість перепродавати послуги. 
Держава повинна допомагати створювати інфраструктуру в районах з невеликою щільністю населення. Свою роль тут мають грати і місцеві підприємства. Якщо в певному регіоні є доступ до швидкісного інтернету, — можна відчути пришвидшення економічного зростання цієї території.
Право доступу до інтернету стає невід’ємним правом людини (П'єр Данон порівнює його з французьким «правом доступу до телевізійної антени» - у 70-х р.р. XX ст. було ухвалене рішення, що всі будівлі у Франції повинні мати телевізійні антени). У Франції доступ до інтернету коштує 30 – 35 € на місяць, і П'єр Данон визнає, що для багатьох французів це може бути значна сума, якщо її порівнювати з грошима, які залишаються після обов'язкових платежів (їжа, комунальні витрати, бензин тощо). Через це необхідно вводити «соціальні» тарифи – наводиться приклад тарифу у 4 € від «Numéricable» з пакетом з достатньою кількістю каналів та інтернетом на швидкості 2 Мб/с. Такий тариф став можливим, оскільки соціальні служби, а не сам оператор, які обслуговують будинки або родини, що мають право на тариф, виконують управлінську роль (виставлення рахунків, приймання оплат тощо).
П'єр Данон вважає, що ті клієнти, які споживають надто великий трафік, мають платити більше ніж ті, що споживають середньо (як приклад наводиться факт існування 2 тис. клієнтів мережі «Воля», що споживають 50% інтернет-трафіку, та 1,5 млн, які споживають другу половину).
Сьогоднішня тенденція – розвиток тарифів, відмова від ексклюзивності безлімітних тарифів (через те, що існують різні групи споживачів). Змінюється тип споживання клієнтів – зараз клієнти перебувають на багатьох ресурсах , споживаючи потроху різну інформацію / дивлячися різні TV-канали (це називається «делінеаризація» : «я споживаю що і коли хочу, якщо потрібно – дивлюся деталі»).
У майбутньому буде співіснування безкоштовних та платних послуг, в одній комерційній пропозиції.